# سه‌گوشه‌دد
سه‌گوشه‌دد (نام علمی: Deltatheridium) نام یک سرده از زیررده پس‌ددان است.